# 延命寺 (愛知県豊山町)
延命寺（えんめいじ）は、愛知県西春日井郡豊山町にある曹洞宗の寺院。平安時代の作とされる本尊は愛知県の指定文化財（昭和32年（1957年）指定）。

## 歴史
天文18年（1548年）頃の史料では延命院として言及があり、天正4年（1576年）に万年山延命寺と改めた。寺ではこの天正4年を「開基」としている。
慶長13年、代官の青木勘右衛門より境内御除地となる。
江戸時代の延命寺は、曹洞宗の寺院の格付けでもっとも低い「平僧地」に位置づけられていた。これが後に「法地」に昇格したと伝えられているが、その時期や詳細については諸説あり、正確性には疑いも持たれている。
『西春日井郡誌』（1923年）などによると、大薩（大薩祖梁）という僧が師の雲生洞門という僧を「請じ」、寺の施設を修築して「中興開山」し、「法地」に昇格したとしており、その時期を安永年間（1772-1780年）から天明年間（1781-1789年）とする。
しかし、同じ豊山町内にある正法寺所蔵の史料や大薩自身による自伝によると、雲生洞門は寛政4年（1792年）に生まれ、弟子の大薩祖梁という人物は文化5年（1808年）生まれである。『西春日井郡誌』などが伝える「大薩」「雲生洞門」と、これらの史料に登場する両者が同一人物であるならば、安永年間から天明年間にはまだ両者とも生まれていないことになり、矛盾がある。
『愛知県の歴史散歩（上）尾張』（2005年）では、天徳院（石川県金沢市）の僧だった雲生洞門が豊山に移ってきて、その弟子の僧である大薩が本堂や庫裏を建立して「開山」したとしており、その時期を幕末の嘉永元年（1848年）としている。

## 本尊
延命寺の本尊は、愛知県内では珍しい木彫りの地蔵菩薩像である。これはヒノキ材を使った一本造のもので、高さが87センチメートル、肩幅が27センチメートルある。眉間の白毫は水晶製で、右手に錫杖、左手に宝珠を携えた姿で作られているが、右手首は脱落している。
『西春日井郡誌』（1923年）ではこれを行基の作と伝えている。このほか、「藤原時代の作」（豊山町）、「平安時代の中期から後期の作」などとされている。
この本尊は柔和な姿がよいとされており、「木造地蔵菩薩立像」として昭和32年（1957年）に愛知県の指定文化財（彫刻）となっている。
このほか所蔵の「葬儀絵巻」は豊山町の指定文化財になっている。これは安政5年（1858年）の作とされており、一般的な絵巻とちがって左から右へ図画が展開しているのが特徴である。

## 文化財
- 地蔵菩薩像（愛知県指定文化財）[1][疑問点 – ノート]
- 葬儀絵巻（豊山町指定文化財）[1]

## 交通手段
- とよやまタウンバス 青山江川下車徒歩4分、日吉神社下車徒歩5分